# Juan Bautista de Espinosa

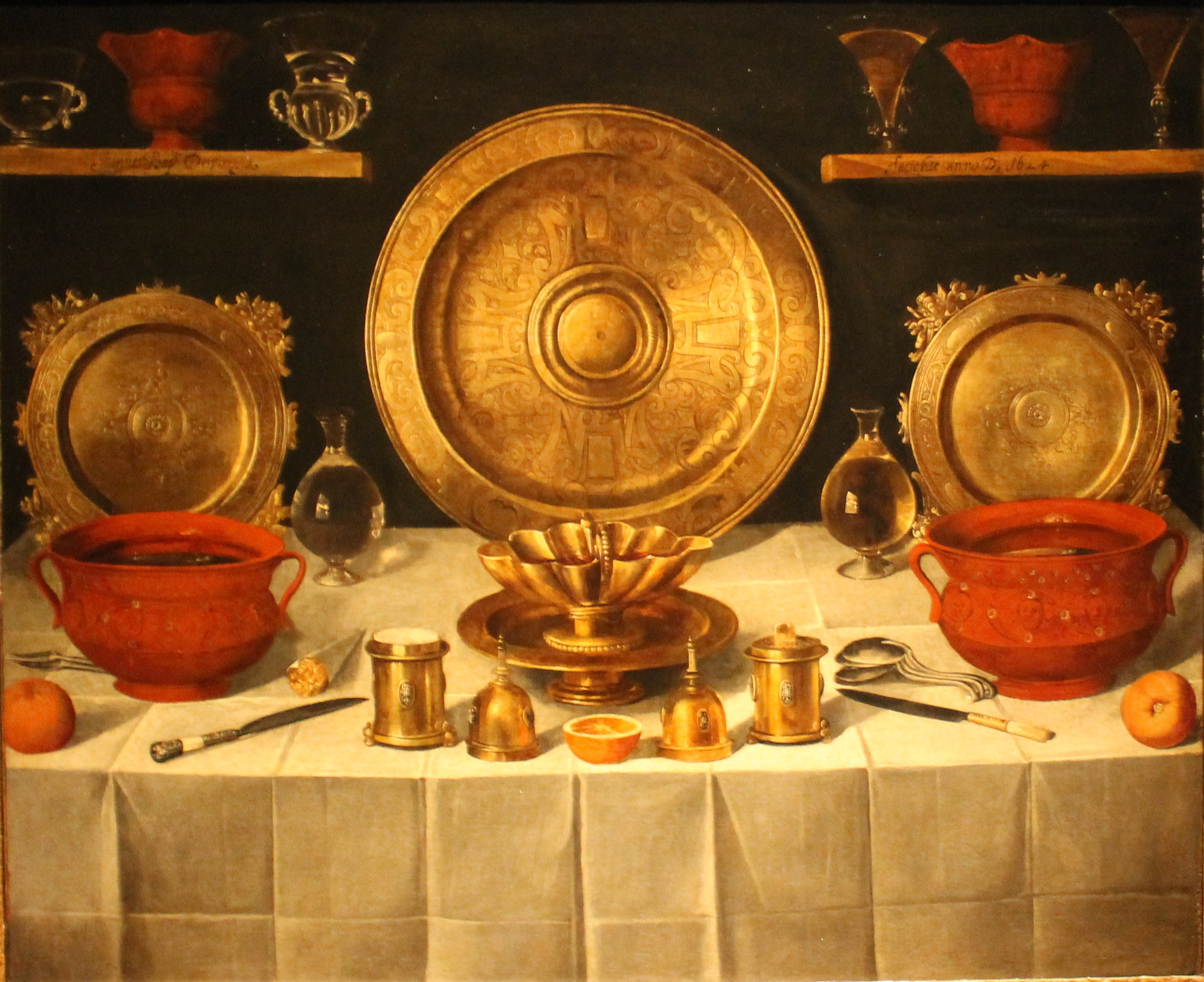
Juan Bautista de Espinosa: Stilleben mit Silberschmiedearbeiten, signiert und datiert 1624, Öl auf Leinwand, 98 × 118 cm, Colección Masaveu, Oviedo

Juan Bautista de Espinosa (auch: Juan Bautista Espinosa, Juan de Espinosa, Joannes Baptista de Espinosa oder Despinosa; * um 1585; † wahrscheinlich 1641 in Madrid) war ein spanischer Maler des Siglo de Oro.
Es besteht eine Verwechslungsgefahr mit mehreren jüngeren gleichnamigen Malern: mit dem ausschließlich für seine Stillleben bekannten Juan de Espinosa (nachgewiesen von 1619/1628 bis 1659) und einem jüngeren, um 1648 geborenen und in den 1670er Jahren dokumentierten Künstler.

## Leben
Über Leben von Juan Bautista de Espinosa ist wenig bekannt. Sein Geburtsdatum um 1585 schließt man aus einem Dokument vom 26. September 1626, wo er angab, 35 Jahre alt zu sein.
Eventuell ist er identisch mit einem „Juan de Espinosa“, der zwischen 1603 und 1606 in Valladolid lebte, zusammen mit einigen anderen Malern unter der Leitung von Vicente Carducho arbeitete und dafür 1603 eine Bezahlung erhielt. Drei Jahre später hatte er ebenfalls in Valladolid eine Ana Aguado geheiratet und bestätigte den Erhalt ihrer Mitgift mit seiner Unterschrift.

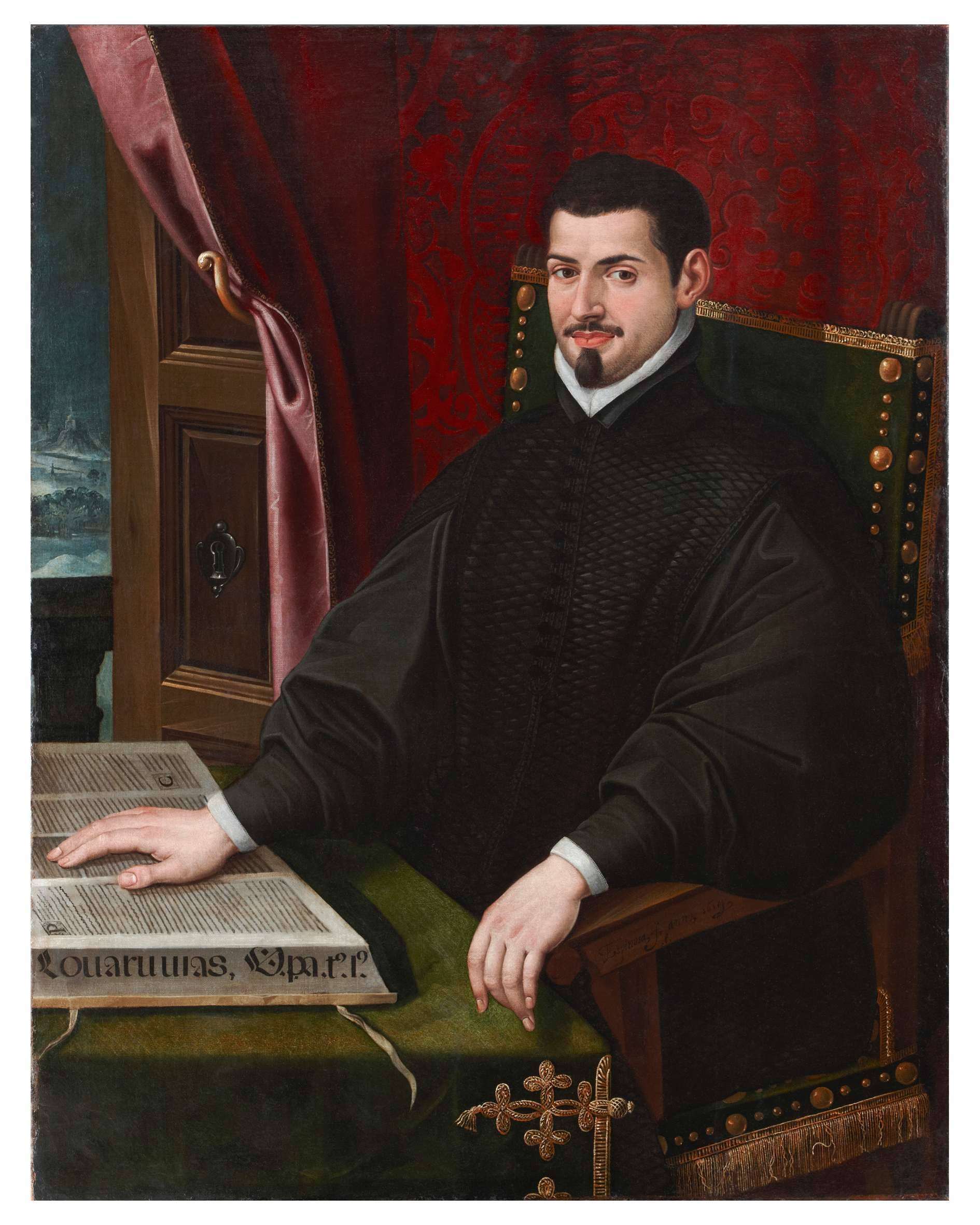
Porträt des Sebastián de Covarrubias y Orozco, signiert und datiert 1616, Öl auf Leinwand, Privatsammlung

1611–12 ist Juan de Espinosa dann als Mitglied der Bruderschaft des Hl. Sakraments der Kirche San Sebastián in Madrid nachgewiesen und stand 1613 als Maler in den Diensten des Duque del Infantado. Für diesen malte er ein signiertes Porträt des Iñigo López de Mendoza, eines Vorfahren des Herzogs, das sich früher im Palacio del Infantado in Guadalajara befand, aber heute verschollen ist; es ist jedoch durch eine Aquarell-Kopie aus dem 19. Jahrhundert von Valentín Carderera y Solano bekannt.
Ab 1616 wirkte Espinosa als Maler für die Erzdiözese von Toledo und ist zwischen 1619 und 1629 auch in Madrid nachgewiesen. Er malte vor allem Altarbilder für Kirchen in der Provinz, unter anderem schuf er gemeinsam mit Jorge Manuel, einem Neffen von El Greco, einen 1937 zerstörten Altarretabel für die Kirche Inmaculada Concepción de María in Alcaudete.
Am 12. Dezember 1640 begann er mit einem Altarbild für die Pfarrkirche von Lugar Nuevo, starb jedoch über dieser Arbeit zu einem nicht genau bekannten Zeitpunkt vor dem 5. Juli 1641; an diesem Tag machte seine mittlerweile bereits verwitwete zweite oder dritte Frau Magdalena Muñoz ihr Testament.
Von Juan Bautista de Espinosas Werken ist kaum etwas erhalten oder identifiziert, neben den religiösen Aufträgen sind einige meist verlorene Porträts dokumentiert. Sein bekanntestes Werk ist ein Stillleben mit Silberschmiedearbeiten mit der Signatur „Joanes Bapta. Despinosa faciebat anno Do(mini) 1624“ (Collección Masaveu, Oviedo; früher: Hilmar Reksten Foundation, Bergen). Das Bild ist streng symmetrisch aufgebaut und zeigt exzellente malerische Fähigkeiten in der Darstellung verschiedener Oberflächenstrukturen und in der Behandlung von Licht und Schatten. Ein ähnlich streng formales und signiertes Stillleben mit Obstkorb und Blumenvasen war 1935 Teil der bedeutenden von Julio Cavestany organisierten Madrider Ausstellung spanischer Stilllebenmalerei; der heutige Verbleib dieses Bildes ist unbekannt.